# Mompha permutatella
Mompha permutatella é uma espécie de mariposa do gênero Mompha pertencente à família Coleophoridae.